# Karolina Beylin

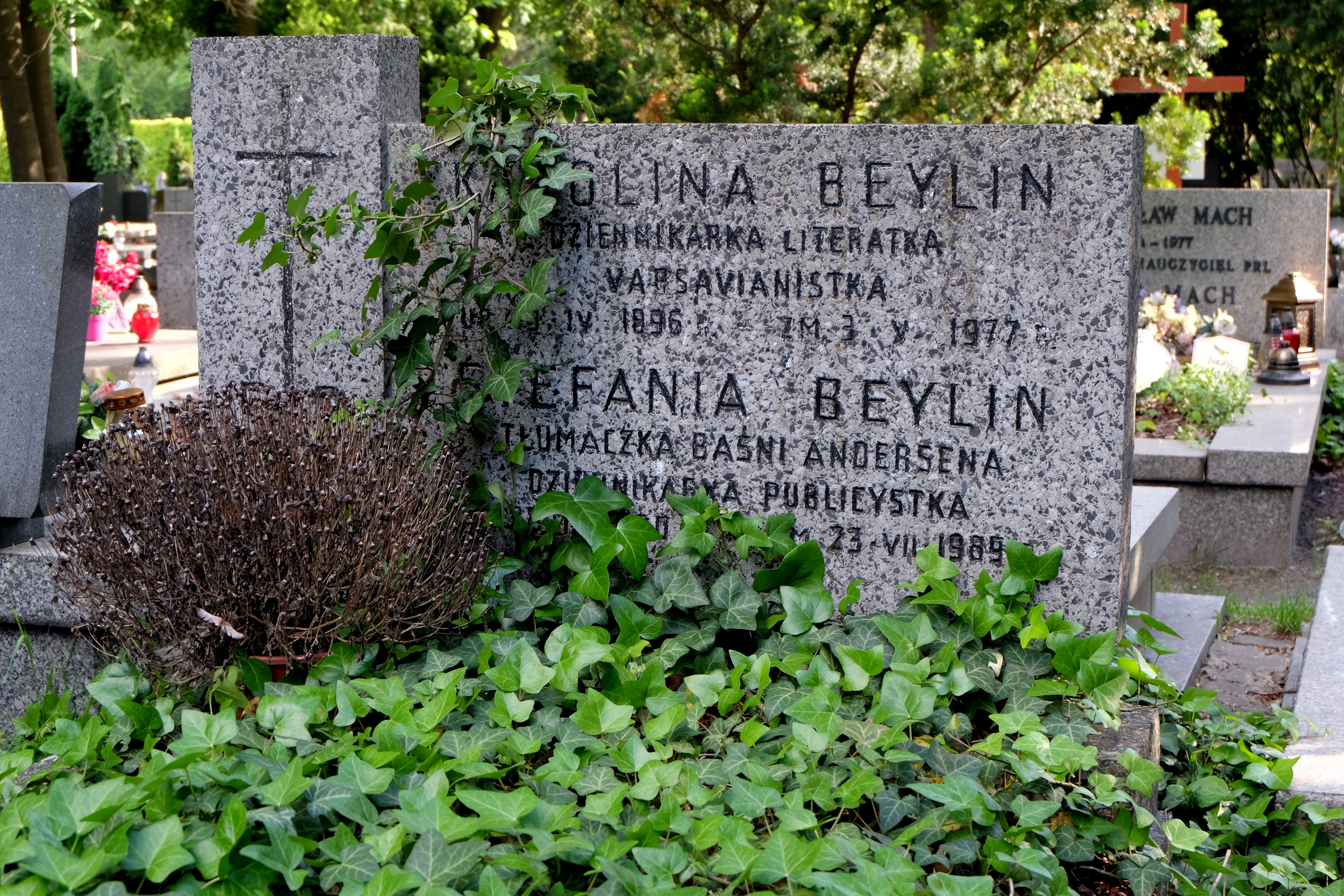
Grab der Journalistin Karolina Beylin und ihrer Schwester Stefania Beylin auf dem Powązki-Militärfriedhof in Warschau

Karolina Beylin (* 13. April 1899 in Warschau; † 3. Mai 1977 ebenda) war eine polnische Schriftstellerin, Theaterkritikerin und Übersetzerin. Sie war die Schwester des Dramatikers Gustaw Beylin.

## Leben
Beylin besuchte ab 1905 eine Privatschule und legte 1918 das Abitur ab. Anschließend studierte sie sie Polonistik und Klassische Philologie an der Universität Warschau. Mit der Arbeit Życie codzienne w twórczości Bolesława Pursa promovierte sie 1926. Als Schriftstellerin debütierte sie mit der Erzählung Jak Jacuś kupował powidła, die 1925 in der Wochenzeitschrift Płomyczek erschien. Mit dieser Zeitschrift arbeitet sie von 1925 bis 1932 zusammen. Daneben schrieb sie von 1926 bis 1930 festige Rubriken in der Zeitung Kurier Polski und reiste als Korrespondentin nach Paris. Danach arbeitete sie von 1930 bis 1939 im Konzern Prasa polska sowie für den Kurier Czerwony.
Nach dem Beginn des Zweiten Weltkrieges schrieb sie für die Zeitung Gazeta Wspólna, die in Warschau vom 27. September bis zum 10. Oktober 1939 erschien. Während der Deutschen Besetzung lebte sie weiterhin in Warschau, leitete eine Bibliothek und erteilte privat Englischunterricht. Nach ihrer Festnahme 1942 konnte sie aus dem Transport entkommen und hielt sich in der Gegend von Sokołów auf. Von dort ging sie im Juli 1944 nach Biała Podlaska und arbeitete als Lehrerin im Untergrund und nach der Befreiung am Gymnasium.
Nach dem Ende des Zweiten Weltkrieges siedelte sie wieder nach Warschau um und arbeitete als Schriftstellerin und Publizistin. So schrieb sie von 1945 bis 1946 für den Kurier Codzienny und war im Mai 1946 Mitbegründerin des Express Wieczorny, in dem sie den Kulturteil leitete. Für den Express Wieczorny schrieb sie Theaterkritiken und Feuilletons und war als Reporterin mehrmals in den USA und Frankreich. Daneben arbeitete sie von 1947 bis 1948 mit den Nowiny Literackie und ab 1949 mit Przekrój zusammen. Die Gazeta Tetaru Młodej Warszawy redigierte sie von 1955 bis 1956 und arbeitete ab 1955 lange mit dem Radiosender Polskie Radio zusammen. Zudem war sie 1957 Redaktionsmitglied der Wochenzeitschrift Kulisy. Nachdem sie 1968 in den Ruhestand eingetreten war, arbeitete sie weiterhin mit dem Express Wieczorny zusammen.

## Werke
- Jurek. Powieść, In: Płomyk 1930/1931; Einzelveröffentlichung: 1934
- Podwójne oblicze. Powieść, 1930
- Błękitna koperta, 1933
- Pacjent dr Julii, 1935
- Serca przy biurkach. Powieść, 1935
- Sprawa Joanny Domowej. Powieść, 1936
- Fabryka młodości, 1936
- Głos wielkiej przygody. Powieść, 1936
- New York w pięć dni. Reportaże, 1936
- Ściśle tajne!,  1939
- Mieszkamy na Puławskiej. Powieść z życia powojennej Warszawy, 1948
- Warszawa! wysiadać!, 1949
- Nowa Warszawa, 1954
- Opowieści warszawskie, 1954; 2. korr. und verm. Aufl.: 1956
- Walki ludu warszawskiego, 1955
- Tajemnice Warszawy z lat 1822–1830, 1956
- Jeden rok Warszawy: 1875, 1959
- Spotkali się w Warszawie. 1831–1860, 1963
- Dni powszednie Warszawy w latach 1880–1900, 1967
- W Warszawie w latach 1900–1914, 1972
- Warszawa znana i nieznana, 1973
- Piętnaście lat Warszawy. (1800–1815), 1976
- Warszawy dni powszednie. 1800–1914, 1985

## Übersetzungen
- Charles Dickens: Dawid Copperfield, 6 Bände, 1927–1928
- Maxim Gorki: Życie Klima Samgina. Dalsze dzieje Klima Samgina, 2 Bände, 1929–1930
- Charles Dickens: Wigilia Bożego Narodzenia, 1930
- Paul Henry De Kruif: Łowcy mikrobów, 1932
- Maurice Baring: Tunika bez szwu. Powieść, 1933
- William Babington Maxwell: Zielony ołtarz. Powieść, 1933
- Martha Ostenso: Wody pod ziemią. Powieść, 1933
- Frederick Schiller Faust: Pościg. Powieść z dzikiego zachodu, 1934
- Maxim Gorki: Dzieło rodziny Artamonow. Powieść, 1934
- John Boynton Priestley: Bohater, 1935
- Jo van Ammers-Küller: Cicha walka. Powieść, 1936
- Johan Bojer: Tłumaczka. Powieść, 1936
- Michael Charol: Dzingis Chan, zdobywca świata, 1936
- Frederick Schiller Faust: Pokusa, 1937
- William Babington Maxwell: Pan z towarzystwa. Powieść, 1937
- Warwick Deeping: Dom Smithów. Cicha przystań. Powieść, 1938
- Marika Stiernstedt: Cztery buławy. Powieść, 1938
- Ladislaus Bus Fekete: Z miłości niedostatecznie, 1938
- P. G. Wodehouse: Szczęście Bodkinów, 1939
- Michail Michailowitsch Soschtschenko: Dzieje choroby, 1939
- Charles Dickens: Wielkie nadzieje. Powieść, 1951

## Auszeichnungen
- 1954: Goldenes Verdienstkreuz
- 1956: Ritterorden Polonia Restituta
- 1961: Komturorden Polonia Restituta